# 斯卡弗爾里門嶺
71°58′S 13°32′E / 71.967°S 13.533°E
斯卡弗爾里門嶺（英語：Skavlrimen Ridge）是南極洲的山嶺，位於東部南極洲的毛德皇后地，屬於魏普雷希特山脈的一部分，處於德克費萊特山以東2.8公里，該山嶺由德國的探險隊發現。